# Topolnica (rejon mościski)
Topolnica (ukr. Топільниця) – wieś na Ukrainie, w rejonie jaworowskim (do 2020 roku w rejonie mościskim) obwodu lwowskiego.